# 偽足
偽足（英語：Pseudopodia）是細胞伸出類似足狀的部分，由細胞質形成的臨時細胞器。偽足會依形狀分成葉形狀偽足、絲形狀偽足、根形狀偽足，有軸偽足4種。如單細胞生物（變形蟲）、黏菌就會利用偽足攝食。